# Ordin (teoria grupurilor)
În teoria grupurilor, conceptul de ordin este utilizat cu următoarele semnificații:
- ordinul unui grup {\displaystyle G}, notat {\displaystyle ord(G)}  sau {\displaystyle |G|}, este numărul elementelor grupului. Dacă G are o infinitate de elemente {\displaystyle ord(G)=\infty .}
- ordinul unui element {\displaystyle a} dintr-un grup {\displaystyle G} : definit în cazul în care există un m natural nenul cu proprietatea {\displaystyle a^{m}=e,} unde e este elementul neutru al grupului.

## Ordinul unui element
Definiție.
Fie grupul {\displaystyle (G,*)} și e elementul neutru.
Elementul {\displaystyle a\in G.} este de ordin finit dacă:
{\displaystyle \exists m\in \mathbb {N} ^{*},\;\;a^{m}=e.}
În acest caz, 
{\displaystyle \min\{m\in \mathbb {N} ^{*}|a^{m}=e\}=ord(a)}
se numește ordinul elementului {\displaystyle a}.
Elementul {\displaystyle a\in G} este de ordin infinit dacă a nu este de ordin finit.
Teoremă.
Fie grupul {\displaystyle (G,*)} și {\displaystyle a\in G.}
- Dacă {\displaystyle ord(a)=n\in \mathbb {N} ^{*},} atunci elementele {\displaystyle e,a,a^{2},\cdots ,a^{n-1}} sunt distincte două câte două și {\displaystyle \forall k\in \mathbb {Z} ,\;a^{k}=a^{k(mod\;n)}.}
- {\displaystyle ord(a)=\infty \;\;\Leftrightarrow \;\;\forall k_{1},k_{2}\in \mathbb {Z} ,\;\;a^{k_{1}}\neq a^{k_{2}}.}

### Proprietăți
1.
Fie grupul {\displaystyle (G,*).\;}
Dacă  {\displaystyle \;a\in G}  și  {\displaystyle ord(a)=n\in \mathbb {N} ^{*},} atunci {\displaystyle ord\;\langle a\rangle =n}  și
{\displaystyle \langle a\rangle =\{e,a,a^{2},\cdots ,a^{n-1}\},}
unde {\displaystyle \langle a\rangle =\{a^{k}\;|\;k\in \mathbb {Z} \}} este subgrupul generat de elementul a.
2.
Grupul finit  {\displaystyle \;G} de ordinul {\displaystyle n\in \mathbb {N} ^{*}} este ciclic  {\displaystyle \Leftrightarrow \;G\;} are un element de ordinul n.
3.
Fie grupul {\displaystyle (G,*).\;} 
Dacă {\displaystyle x\in G,\;\;ord\;(x)=n\in \mathbb {N} ^{*}}  și   {\displaystyle k\in \mathbb {Z} ,\;x^{k}=e,}  atunci {\displaystyle n|k.}
Demonstrație.
Conform teoremei împărțirii cu rest, există și sunt unice numerele întregi q, r cu proprietățile: {\displaystyle 0\leq r<ord(x)}   și   {\displaystyle k=ord(x)*q+r.}
Atunci {\displaystyle x^{k}=x^{nq+r}=(x^{n})^{q}*x^{r}}  și cum   {\displaystyle x^{n}=e,}  rezultă {\displaystyle r=0,}  deci  {\displaystyle k=n\cdot q,}  adică   {\displaystyle n|k.}
4.
Orice element al unui grup finit are ordinul finit.
5.
Orice două grupuri ciclice de același ordin sunt izomorfe.
Dacă G este un grup ciclic de ordinul n, atunci {\displaystyle (G,*)\approx (\mathbb {Z} ,+).}
6.
Orice subgrup al unui grup ciclic este ciclic.
7.
Dacă {\displaystyle x,y\in G}  atunci:
a) {\displaystyle ord\;(x)=ord\;(x^{-1})}
b) {\displaystyle ord\;(x*y)=ord\;(y*x).}
Demonstrație.
a) I.
Dacă {\displaystyle ord\;(x)=n\in \mathbb {N} ^{*}\;}  atunci  {\displaystyle x^{n}=e}  și  {\displaystyle \left(x^{-1}\right)^{n}=\left(x^{n}\right)^{-1}=e^{-1}=e.}
Fie  {\displaystyle k=ord\;(x^{-1}).}  Din proprietatea 3 rezultă   {\displaystyle k|n.}
Cum   {\displaystyle e=\left(x^{-1}\right)^{k}=\left(x^{k}\right)^{-1},}  rezultă că   {\displaystyle x^{k}=e}  și cum   {\displaystyle ord\;(x)=e,}  din proprietatea 3 rezultă că   {\displaystyle n|k.}  Așadar   {\displaystyle n=k.}
II. Dacă  {\displaystyle ord\;(x)=\infty }  se va presupune că   {\displaystyle ord\;(x^{-1})=k\in \mathbb {N} ^{*}.}   Atunci din cazul anterior rezultă că   {\displaystyle ord\;(x)=ord\;(x^{-1})^{-1}=k,}  fals.
Așadar   {\displaystyle ord\;(x^{-1})=\infty .}
b) I.
Dacă  {\displaystyle ord\;(x*y)=n\in \mathbb {N} ^{*}}  atunci  {\displaystyle (x*y)^{k}=e\;\Leftrightarrow \;x*(y*x)^{k-1}*y=e\;\Leftrightarrow \;(y*x)^{k}*y=y\;\Leftrightarrow \;(y*x)^{k}=e\;\Leftrightarrow \;=e,}  așadar  {\displaystyle ord\;(y*x)=k'\in \mathbb {N} ^{*}}  și  {\displaystyle k|k.} 
Dar  {\displaystyle (y*x)^{k'}=e\;\Leftrightarrow \;y*(x*y)^{k'-1}*x=e\;\Leftrightarrow \;(x*y)^{k'}=e}  și cum  {\displaystyle ord\;(x*y)=k}  rezultă și  {\displaystyle k|k'}  și deci  {\displaystyle k=k'.} 
II. Dacă  {\displaystyle ord\;(x*y)=\infty ,}  presupunând că  {\displaystyle ord\;(y*x)=k\in \mathbb {N} ^{*}}  rezultă ca mai înainte că  {\displaystyle ord\;(x*y)=k,}  fals. Așadar  {\displaystyle ord\;(y*x)=\infty .} 
Se observă că afirmația anterioară este adevărată și în cazul izomorfismelor de grupuri, ceea ce întărește imaginea intuitivă că elementele asociate printr-un izomorfism au aceleași proprietăți.
9.
Fie grupul  {\displaystyle (G,*)}  și  {\displaystyle a,b\in G}  cu  {\displaystyle ord\;(a)=m\in \mathbb {N} ^{*},}  astfel încât  {\displaystyle a*b=b*a.}  Notăm cu  {\displaystyle d=(m,n),\;\;p=[m,n].}  Atunci:
a)  {\displaystyle ord\;(a*b)\;|\;p}
b)  {\displaystyle {\frac {p}{d}}\;|\;ord\;(a*b).}
Demonstrație.
Se știe că dacă  {\displaystyle a*b=b*a,}  atunci  {\displaystyle \forall \;k\in \mathbb {Z} ,\;(a*b)^{k}=a^{k}*b^{k}} 
a) Se ține cont că  {\displaystyle m=d*m_{1}}  și  {\displaystyle n=d*n_{1},}  cu  {\displaystyle m_{1},n_{1}\in \mathbb {N} ,\;(m_{1},n_{1})=1,}  iar  {\displaystyle p=d*m_{1}*n_{1}.} Mai departe:
{\displaystyle (a*b)^{p}=(a*b)^{d\cdot m_{1}\cdot n_{1}}=a^{m\cdot n_{1}}*b^{n\cdot m_{1}}=\left(a^{m}\right)^{n_{1}}\cdot \left(b^{n}\right)^{m_{1}}=e}
de unde, conform consecinței 3,  {\displaystyle k|p,}  unde  {\displaystyle ord\;(a*b)=k.}  Acum se demonstrează că  {\displaystyle m_{1}*n_{1}|k.} 
{\displaystyle (a*b)^{k}=e\;\Rightarrow \;a^{k}=b^{-k}\;\Rightarrow \;a^{k\cdot n}=b^{-k\cdot n}=e}  și, conform consecinței 3,  {\displaystyle m|k\cdot n\;\Leftrightarrow \;d\cdot m_{1}|k\cdot d\cdot n_{1}\;\Rightarrow \;}
{\displaystyle \Rightarrow \;{\begin{cases}m_{1}|k\cdot n_{1}\\(m_{1},n_{1})=1\end{cases}}\;\Rightarrow \;m_{1}|k.}
Analog rezultă că  {\displaystyle n_{1}|k}  și cum  {\displaystyle (m_{1},n_{1})=1}  se obține  {\displaystyle m_{1}\cdot n_{1}\;|k.} 

### Observații
a)  {\displaystyle ord\;(a*b)|m\cdot n} 
b) Dacă  {\displaystyle a,b\in G,\;a*b=b*a,\;ord\;(a)=m,\;ord\;(b)=n}  și  {\displaystyle (m,n)=1,}  atunci  {\displaystyle ord\;(a*b)=[m,n]=m\cdot n.} 
c) Există situații când  {\displaystyle ord\;(a,b)={\frac {[m,n]}{(m,n)}}=m_{1}\cdot n_{1}.} 
De exemplu, în grupul  {\displaystyle (\mathbb {Z} _{12},+),\;ord\;({\hat {6}})=2,\;ord\;({\hat {2}})=6}  și  {\displaystyle ord\;({\hat {2}}+{\hat {6}})=3.} 

10.
Fie grupul  {\displaystyle (G,*)}  și  {\displaystyle x\in G,\;ord\;(x)=n\in \mathbb {N} ^{*}.}  Atunci:
a)  {\displaystyle \forall \;k\in \mathbb {Z} ,\;ord\;(x^{k})|n} 
b)  {\displaystyle \forall \;k\in \mathbb {Z} ,\;ord\;(x^{k})={\frac {n}{(k,n)}}.} 
11.
Fie  {\displaystyle (G,*)}  un grup ciclic de ordinul  {\displaystyle n,\;G=\langle a\rangle }  și  {\displaystyle k\in \mathbb {Z} .} 
Atunci:  {\displaystyle a^{k}}  este generator al grupului  {\displaystyle \Leftrightarrow \;(k,n)=1.} 